# Go-Toba
 Go-Toba, född 1180, död 1239, var regerande kejsare av Japan mellan 1185 och 1198.